# Godfrey Oboabona
Godfrey Oboabona (Akure, 16 de agosto de 1990) es un futbolista nigeriano que juega de defensa para el Sunshine Stars de la Liga de Fútbol Profesional de Nigeria.

## Biografía
Debutó como futbolista en 2010 con el Sunshine Stars a los 20 años de edad. En su primera temporada en el club quedó en segunda posición en la Liga Premier de Nigeria. En su segunda temporada del club quedó en quinta posición, y en la siguiente en la posición doce, por lo que finalmente en 2013 fichó por el Çaykur Rizespor turco, club en el que jugó hasta 2017. Tras estar una temporada en el Al-Ahli, en septiembre de 2018 firmó con el HNK Gorica croata por dos temporadas. Tras varios meses sin equipo, en febrero de 2020 se incorporó al F. C. Dinamo Batumi. En 2024 regresó al Sunshine Stars.

## Selección nacional
Hizo su debut con la selección de fútbol de Nigeria en 2012, jugando la clasificación para la Copa Mundial de Fútbol de 2014. También fue convocado para jugar la Copa Africana de Naciones 2013.
Posteriormente también fue convocado para jugar la Copa FIFA Confederaciones 2013,
Fue elegido como uno de los 23 jugadores que disputarían la Copa Mundial de fútbol de 2014 para representar a Nigeria bajo las órdenes de Stephen Keshi.

### Participaciones en Copas del Mundo
| Mundial                        | Sede   | Resultado        |
| ------------------------------ | ------ | ---------------- |
| Copa Mundial de Fútbol de 2014 | Brasil | Octavos de final |

## Clubes
| Club                | País           | Año       | Partidos | Goles |
| ------------------- | -------------- | --------- | -------- | ----- |
| Sunshine Stars      | Nigeria        | 2010-2013 | ¿?       | ¿?    |
| Çaykur Rizespor     | Turquía        | 2013-2017 | 114      | 6     |
| Al-Ahli Saudi       | Arabia Saudita | 2017-2018 | 10       | 0     |
| HNK Gorica          | Croacia        | 2018-2019 | 14       | 0     |
| F. C. Dinamo Batumi | Georgia        | 2020      | 12       | 2     |
| Sunshine Stars      | Nigeria        | 2024-     |          |       |

## Palmarés

### Títulos internacionales
| Título                    | Equipo  | Sede      | Año  |
| ------------------------- | ------- | --------- | ---- |
| Copa Africana de Naciones | Nigeria | Sudáfrica | 2013 |